# Тайм-Аут (группа)
Тайм-Аут (полное название — Анса́мбль мотологи́ческой му́зыки «Тайм-А́ут») — советская и российская рок-группа, основанная в 1987 году Александром Минаевым и Павлом Молчановым.

## История

### Начало
В 1986 году Александр Минаев, ранее игравший в различных коллективах, организовал собственный проект в стиле хеви-метал. Группа под названием «Шок» вступила в Московскую рок-лабораторию, где Минаев познакомился с Павлом Молчановым, вокалистом группы «Мартин». Минаев переманил Молчанова к себе в ансамбль, образовав творческий костяк группы (Молчанов — Минаев).
В 1987 году на «Шок» вышел музыкальный директор Владислав Зорин. Его группа с названием «Тайм-Аут» отказалась от гастролей по Северному Кавказу, при том, что концерты уже были объявлены. Это вынудило его искать коллектив, который согласится выступать под чужим названием. Так начался нынешний «Тайм-Аут».

### Эра Зорина
Под патронажем Зорина за последующие два года группа объездила Северный Кавказ, Урал и Дальний Восток. Бешеный ритм работы, когда музыканты месяцами не бывали дома, и нестабильный состав сочетались с не всегда продуманной организацией гастролей. В таких условиях зародилась «наука о кайфе», а вместе с ней цикл прозы, стихов, песен и шуток, которые оставались в тени.
К 1989 году сформировался первый состав группы: Павел Молчанов — вокал, Александр Минаев — бас-гитара, Владимир Павлов (Ёхан Палыч) — электрогитара и Юрий Шипилов — барабаны. Ансамбль расстался с Зориным, получив от него право на уже закрепившееся за группой название, и по возвращении в Москву записал свой первый альбом «Мы вас любим».
В 1990 году по религиозным причинам покинул группу Юрий Шипилов. На его место пришёл давний знакомый Павла Молчанова ещё со времен «Мартина» Андрей Родин (Кислородин).

### «Здрасьтенафиг! Квачи прилетели!»
В 1991 году давний знакомый группы по Московской рок-лаборатории, Юрий Спиридонов, пригласил Павла Молчанова и Александра Минаева в свою передачу «Родительский день» на радио SNC. Музыканты, представившись ветеранами отечественного рок-н-ролла Торвлобнором Петровичем Пуздым (Молчанов) и Акакием Назарычем Зирнбирнштейном (Минаев), гости весь час исполняли песни, читали «мотологические» трактаты. Дата выхода этой передачи, 29 мая 1991 года, считается «днём рождения мотологии».
Молчанов и Минаев были приглашены на постоянную работу. Передача получила название «Здрасьтенафиг! Квачи прилетели!». Ведущие, по мнению злопыхателей,[уточнить] во время эфиров находились в состоянии сильного алкогольного и/или наркотического опьянения, что не раз опровергали сами Минаев с Молчановым. В адрес радиостанции посыпались требования закрыть передачу. Тогда за дуэт вступился директор SNC Стас Намин, дав передаче карт-бланш на вещание.
Передача выдвигалась на соискание премии «Золотой Остап» в номинации «Лучшая юмористическая радиопередача», получив серебряную статуэтку.
После закрытия радио SNC в 1992 году передача выходила на радио «РаКурс» (в 1994—1995 годах), потом, после короткого периода кочевания по радиочастотам, в 1996 году осела на радио «Серебряный дождь».
В 1997 году Павел Молчанов ушёл с поста ведущего, а его место занял Сергей Степанов (Гагей Гагеич Сикорский-Конченый).
В период с осени 1998 по 2000 год на канале MTV Россия выходила телевизионная версия передачи с теми же ведущими.
В 2000 году «Здрасьтенафиг!» переехала на «Наше радио». На место ушедшего Степанова возвратился Молчанов.
Версия передачи под названием «НАХН (На ход ноги)» выходила в периоды 2003—2005 годов на радио «On-line» и 2005—2006 годов на радио «Юность». Ведущими были Минаев и Евгений Рыбов (Нагунаил Параллапсович Перминдюр (НПП)).

### «Мотология»
Под впечатлением от успеха на радио «мотология» стала проникать и в творчество ансамбля.
В 1991 году «Тайм-Аут» записал свою первую «мотологическую» пластинку «Медицинская техника». Такие песни, как «Где-то за лесом кактус гниёт», «Сумочка нора» и «Где мои винтики» получили тёплый приём на радио, и группа собралась на гастроли под флагом науки о кайфе. В этот момент без объяснения причин из ансамбля ушёл Владимир Павлов. Александр Минаев в поисках замены вспомнил о гитаристе группы «Легион», с которой «Тайм-Аут» часто гастролировал, и предложил ему работу в ансамбле. Так в коллективе появился Сергей Степанов. Примерно в это же время на фоне увеличения клавишных партий в программе к группе присоединился и Роман Мухачёв, который был давним другом Молчанова и помогал ансамблю как сессионный музыкант. В качестве директора к коллективу присоединился коллега Молчанова с Минаевым по радио SNC Эркин Тузмухамедов. В качестве звукорежиссёров в разное время работали Роберт Редникин и Сергей Педченко.
Группа начала эволюционировать и в музыкальном плане. Если раньше основу репертуара составлял хэви-метал, несколько разбавленный лирическими балладами, то с приходом «мотологии» стилевой диапазон начал расширяться. Яркими примерами этого преобразования можно считать такие песни, как «Блинчики со сметаной», «Ёхан Палыч», «Плюц про цацета», «Кантри» (ранее известная как «Плясовая про геморрой») и др. Но главной находкой стало исполнение на концертах кавера на композицию «Буратино» из одноимённого фильма 1975 года.
Традиционными для коллектива стали концерты, приуроченные к празднованиям «мотологического Нового года» осенью, и «Юбилея мотологического движения» весной.
В составе квинтета группа гастролировала вплоть до 1995 года, записав два концертных альбома.
В 1995 году с мотивировкой «за систематические прогулы концертов» из группы был уволен Роман Мухачёв.

### Покорение Полюса
21 апреля 1995 года состоялся концерт «Тайм-Аута», который прошёл в географической точке Северный полюс при скорости ветра 5 м/с и температуре −25 °C. По другим данным, температура была −27 °C, а скорость ветра составляла
11 м/с. Продолжительность составила около 12 минут.
Концерт вошёл в Книгу рекордов Гиннеса.

### Квартет
Популярность группа приобрела в среде байкеров. В числе прочего этому способствовала песня «Я люблю кататься», посвящённая любви к езде на мотоциклах. Под патронажем «Ночных волков» ансамбль стал принимать участие в ежегодных байк-шоу клуба. В частности, Минаев с Молчановым в период с 1995 по 1999 год являлись бессменными ведущими этих мероприятий, а директор коллектива Эркин Тузмухамедов начал издавать журнал «Я люблю кататься».
Начал выпускаться эль под маркой Ансамбля мотологической музыки. «ХмЭль Тайм-Аут» разливался по бутылкам на 1,5 литра и продавался непосредственно в местах проведения концертов группы.
В 1999 году в передаче «Здрасьтенафиг!» появилась рубрика-конкурс «Тонкое ухо», во время которой ведущие ставили песни неизвестных и начинающих музыкантов. Финалисты получили возможность выступить на организованном группой фестивале, который состоялся 8 апреля 2000 года в клубе «Свалка». Хедлайнером выступил сам «Тайм-Аут».
В июне 2000 года группа приняла участие в российском рок-фестивале «Крылья».

### Трио
В конце 2001 года группу покинул Сергей Степанов. Ансамбль начал выступать в формате трио, иногда приглашая на концерты сессионных музыкантов. Записанный таким составом альбом так и не вышел.
26 января 2003 года в клубе «Б2» состоялся второй фестиваль «Тонкое ухо», но уже без поддержки на радио. 24 октября 2003 года в Центральном Доме художника был дан первый в истории группы акустический концерт, где Павел Молчанов играл на пианино, Александр Минаев на гитаре, а Андрей Родин на перкуссиях.
В 2004 году театр Алексея Рыбникова совместно с Юрием Энтиным приступили к работе над музыкальной постановкой «Буратино» по мотивам одноимённого фильма. Согласно задумке во время спектакля должно было исполняться живое музыкальное сопровождение, ровняя тем самым спектакль с рок-оперой. Для этой цели был выбран именно «Тайм-Аут». В качестве клавишника выступил Алексей Ефимов. Помимо этого вокальная секция была усилена квартетом «Московский блюз», с которым впоследствии группа продолжила дальнейшее сотрудничество. Премьера рок-сказки состоялась 7 июня 2007 года в концертном зале «Мир» на Цветном бульваре. К осени 2008 года состоялось свыше 80-ти выступлений с неизменным участием группы, после чего проект завершился.

### С 2009 года
В конце 2009 года Молчанов покинул коллектив, чтобы вместе с супругой заняться преподавательской деятельностью в рамках творческой мастерской «Фортиссимо». Желая сохранить группу, Минаев и Родин пригласили обратно Сергея Степанова и Романа Мухачёва. Перестановки в составе были оформлены 24 октября того же года на праздновании «мотологического Нового года». Концерт был поделен на три отделения: в первом группа выступала в привычном формате (трио), во втором — расширенным составом (квинтет), а в третьем — новым составом.
Накануне Нового 2010 года стало известно, что ансамбль перезапишет весь неизданный материал и несколько старых песен с предыдущих пластинок.
27 ноября 2010 года в рамках празднования «мотологического Нового года» состоялась презентация нового альбома под названием «Капуста». За несколько часов до концерта в клубе «Точка» была устроена автограф-сессия с музыкантами.
В середине 2016 года Роман Мухачев был вынужден уйти на длительную реабилитацию после перенесенного им инсульта, а в декабре обратился с просьбой о помощи к поклонникам группы «Тайм-Аут». В то же время в «Тайм-Аут» пришла бэк-вокалистка Олеся Гринфельд, которая ранее принимала участие в записи альбома «Капуста».
К концу октября 2016 года, выступив всего на двух концертах, Гринфельд покинула группу. Тогда же к ансамблю присоединился Евгений Черняков (саксофон, флейта, бэк-вокал), однако в 2018 году он также ушел. После его ухода на нескольких концертах ансамбль выступал с гитаристом Эдуардом Хрипуновым.
В 2022 году из группы вновь ушел Сергей Степанов. Ему на замену был принят музыкант ансамблей «Приключения Электроников» и «Фиги» Олег Иваненко.
В октябре 2022 года группа «Тайм-Аут» выступила в Бурятии в клубе танкового соединения общевойсковой армии Восточного военного округа с концертом для военнослужащих, призванных в рамках частичной мобилизации.

## Дискография
| Год  | Название                               | Комментарий                                 | Форматы издания  |
| ---- | -------------------------------------- | ------------------------------------------- | ---------------- |
| 1989 | Мы вас любим                           | Студийный альбом (тираж: 41 000 экз.)       | LP, MC           |
| 1992 | Медицинская техника                    | Студийный альбом                            | LP, MC, CD       |
| 1994 | Тайм-Аут в «Секстоне»                  | Концертный альбом в двух частях             | MC               |
| 1994 | Квачи прилетели Live                   | Концертный альбом                           | MC, CD           |
| 1995 | Ёхан Палыч Forever                     | Сборник + ранее неизданные студийные записи | MC, CD           |
| 1996 | Му-Му                                  | Студийный альбом                            | MC, CD           |
| 1997 | Жертвы научной фантастики              | Студийный альбом                            | MC, CD           |
| 1998 | Живая коллекция                        | Концертный альбом                           | MC, CD           |
| 1999 | Погоня за длинным рублем               | Студийный альбом                            | MC, CD           |
| 2001 | Хорошая                                | Студийный альбом                            | MC, CD           |
| 2003 | Мотологический Новый год. Нам 15½ лет. | Концертный альбом                           | MC, CD           |
| 2004 | Тайм-Аут                               | mp3-коллекция                               | CD               |
| 2010 | Капуста                                | Студийный альбом                            | CD               |
| 2016 | Всё лучшее в одном                     | Сборник                                     | CD               |
| 2023 | Здрасьтенафиг!                         | Студийный альбом                            | Цифровое издание |
| 2023 | На линии огня                          | Сингл                                       | Цифровое издание |
| 2024 | Так хочется лета                       | Сингл                                       | Цифровое издание |
| 2024 | Жанна                                  | Сингл                                       | Цифровое издание |

## Видеография

### Концертные видео
Несмотря на большое количество концертных видеозаписей, которые в разное время вещались по телевидению, была издана лишь одна из них:
| Год  | Название        | Комментарий                                   | Форматы издания |
| ---- | --------------- | --------------------------------------------- | --------------- |
| 1998 | Живая коллекция | Видеоверсия одноименного концертного альбома. | VHS, DVD        |

### Клипы
- Осколки зла
- Я люблю кататься
- Дуся
- Ёхан Палыч
- Осень
- Буратино
- Шире шаг
- Rock-Woman

### Сериал «Квачи прилетели»
В 1997 году по мотивам радиопередачи был снят четырёхсерийный фильм «Квачи прилетели!» с Александром Минаевым и Павлом Молчановым в главных ролях.

#### Список серий
| №   | Название   | Сюжет                                                          | Длительность (мин: сек) |
| --- | ---------- | -------------------------------------------------------------- | ----------------------- |
| 53  | Приход     | К квачам приходят незваные гости.                              | 1:42                    |
| 250 | Любовь     | Холодным осенним днем молодая девушка ждет квачей в парке.     | 1:47                    |
| 99  | Суперкнига | Квачи читают книгу не скрывая своего восхищения иллюстрациями. | 1:40                    |
| 250 | Пенопласт  | Скрип пенопласта нарушает тишину в библиотеке.                 | 1:29                    |

## Фильмы с музыкой группы
| Год  | Название    | Комментарий |
| ---- | ----------- | --- |
| 1999 | Максимилиан | Оригинальный саундтрек был написан Павлом Молчановым. В фильме также звучат «Песня Сухэ-Батора» и «Песня про ежа».                                                                |
| 2000 | ДМБ         | Оригинальный саундтрек был написан Павлом Молчановым. В фильме также звучат песни: «Коммерческий вальс», «Жертвы научной фантастики», «Опять султан объелся», «Квачи прилетели!». |
| 2005 | Азирис Нуна | Специально для фильма группа записала кавер на песню В. Чернышева и Р. Рождественского «Этот большой мир».                                                                        |

## Состав

### Текущий состав
- Александр Минаев (Акакий Назарыч Зирнбирнштейн) — бас-гитара, акустическая гитара, вокал (1987—настоящее время)
- Андрей Родин (Архимандрей Кислородин) — ударные (1990—настоящее время)
- Олег Иваненко — электрогитара, акустическая гитара (2022—настоящее время)

### Бывшие участники
- Павел Молчанов (Торвлобнор Петрович Пуздой) — вокал, гитара, клавиши (1987—2009)
- Дмитрий Шараев — гитара (1988)
- Андрей Антонов-Важный — гитара (1988—1989)
- Юрий Шипилов (Господин ПЖ) — ударные (1988—1990)
- Владимир Павлов (Ёхан Палыч Павлович) — гитара (1989—1991)
- Сергей Степанов (Гагей Гагеич Сикорский-Конченый) — электрогитара, акустическая гитара, вокал (1992—2001, 2009—2022)
- Роман Мухачёв (Терминатор Куклачёв) — клавиши, аккордеон, вокал (1992—1995, 2009—2016)
- Олеся Гринфельд — бэк-вокал (2016)
- Евгений Черняков — саксофон, флейта, бэк-вокал (2016—2018)
- Эдуард Хрипунов — гитара, вокал (2018—2019)

### Сессионные музыканты
- Алексей Ефимов — клавиши
- Александр Марченко — электрогитара, акустическая гитара
- Александр Белоносов — клавиши
- Александр Красовский — клавиши
- Ирина Епифанова — вокал
- Вокальный квартет «Московский блюз» («Морковки плюс»)
- Оля «Fairytale» Лаврова — вокал

### Звукорежиссеры
- Андрей Шабалов
- Сергей Педченко (Чидазл)
- Роберт Редникин (Мольберт Ред-Ни-Кинг)
- Андрей Гургенидзе (Птица Гургенидзе)
- Николай Шестов

### Директоры
- Вадим Зорин (Зопух) (1987—1989)
- Алексей Струков (1987—1989) — технический директор, автор текстов для большинства песен с альбома «Мы вас любим»
- Андрей Давыдов (ДиЛектор) (1990—1992) — директор, администратор группы. Прозвище ДиЛектор присвоил Андрею Павел Молчанов.
- Эркин Тузмухамедов (Хаттаб Петрович Эркинтуз) (1992—1998)
- Алексей Каневский (1998—2001)
- Алексей Привалов (2001—2003)
- Алексей Step Каневский (2003—2006)

### «Мотологические сподвижники»
- Всеволод Денисов (Себастьян Педорин) — соавтор ряда песен и трактатов.
- Владимир Курдачёв (Владимир Петрович Рапитура) — соавтор ряда песен.
- Юрий Спиридонов (Юсуп Чебадонов) — ведущий радио «SNC», благодаря которому и появились в эфире мотологи со своими передачами «Здрасьтенафиг! Квачи прилетели!», соавтор песни «Дай мне уйти» с альбома «Медицинская техника».
- Евгений Рыбов (Нагунаил Параллапсович Перминдюр) — соведущий передачи «НАХН» (последней инкарнации «Здрасьтенафиг! Квачи прилетели!»).

## Дополнительная информация
- Павел Молчанов нашёл на помойке разбитую на две части табличку с двери кабинета стоматолога. Та что поменьше с надписью «сто» показалась ему недостаточно емкой, вторая с надписью «матолог» отныне висела на двери Молчанова. Со временем, когда мотологический ансамбль начал обретать известность, возникла проблема с радиостанциями, которые не желали ставить в ротацию песни группы с мотивировкой «матологическая группа видать ругается матом». Тогда «а» в слове поменяли на «о».[16]. Такова на сей момент официальная версия. Однако, во многих интервью мотологи выдвигали иную версию. Согласно ей, табличка не была стеклянной, она была попросту длинной, и поэтому Павлу Молчанову пришлось её отпилить, чтобы она поместилась на дверь его комнаты.
- Ансамбль является лауреатом в нескольких номинациях премии Фонда загубленного детства[1][3].
- В декабре 1997 года вместе с Кириллом Немоляевым группа устроила акцию «Рок-музыканты в защиту фанеры», где под плюс-фонограмму ими были исполнены песни чужих исполнителей.[источник не указан 1380 дней]

Мы выходили, надевали маски зайчиков, и я объявлял: "Выступает американская группа «Засос»! И после этого врубалась запись «Kiss». Ведь если посмотреть на вещи честно, то ненормальную, в общем-то, ситуацию с пением под «фанеру» мы довели до логического завершения, полного абсурда, окончательного маразма.